# NGC 6138
NGC 6138 је елиптична галаксија у сазвежђу Херкул која се налази на NGC листи објеката дубоког неба.
Деклинација објекта је + 41° 6' 8" а ректасцензија 17h 22m 39,9s. Привидна величина (магнитуда) објекта NGC 6138 износи 13,5 а фотографска магнитуда 14,5. NGC 6138 је још познат и под ознакама NGC 6363, UGC 10827, MCG 7-36-5, CGCG 226-8, NPM1G +41.0459, PGC 60164.